# 歐邁里耶
36°16′N 3°02′E / 36.267°N 3.033°E

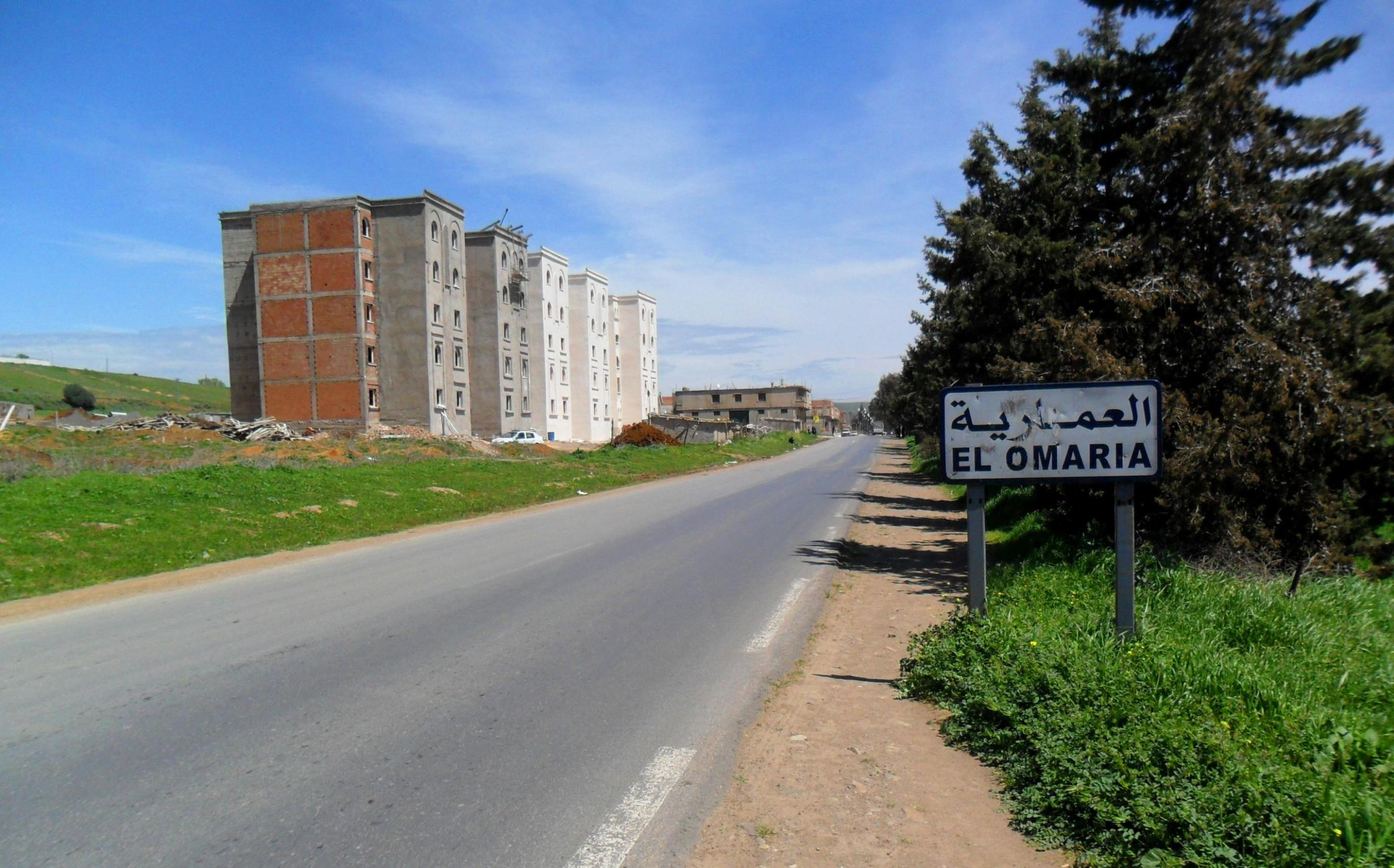
歐邁里耶

歐邁里耶（阿拉伯语：‎），是阿爾及利亞的城鎮，位於該國北部，由麥迪亞省負責管轄，是歐邁里耶區的首府，面積115平方公里，海拔高度831米，2008年人口20,705，人口密度每平方公里180人。